# Пјеве Чезато (Равена)
Пјеве Чезато је насеље у Италији у округу Равена, региону Емилија-Ромања.
Према процени из 2011. у насељу је живело 256 становника. Насеље се налази на надморској висини од 16 м.